# I Can Do It with a Broken Heart
"I Can Do It with a Broken Heart" é uma canção da cantora e compositora estadunidense Taylor Swift, presente em meu décimo primeiro álbum de estúdio, The Tortured Poets Department (2024). Swift escreveu e produziu a canção com Jack Antonoff. Uma faixa electro-pop e dance-pop com ritmo acelerado, "I Can Do It with a Broken Heart" incorpora elementos de house, percolando arpejos de sintetizadores e uma batida dance. A letra da música reflete seu estado de espírito tumultuado durante o início da The Eras Tour em 2023, alegando que ela estava passando por um coração partido ao ter que aparecer profissionalmente para se apresentar. A Universal Music enviou a canção às rádios italianas em 2 de julho de 2024 para celebrar a etapa europeia da turnê, enquanto a Republic Records a enviou para as rádios norte-americanas em 15 de julho, servindo a faixa como segundo single do álbum. A faixa foi lançada digitalmente em 16 de julho.
Alguns críticos consideraram a faixa um destaque do álbum, elogiando sua produção; muitos outros consideraram a letra insubstancial. Comercialmente, "I Can Do It with a Broken Heart" alcançou a quinta posição da Billboard Global 200 e entrou no top dez na Austrália, Canadá, Irlanda, Nova Zelândia, Filipinas, Singapura, Reino Unido e Estados Unidos. Também recebeu certificado na Austrália, Nova Zelândia e Reino Unido. Swift apresentou a canção na The Eras Tour a partir dos shows em Paris em maio de 2024, como parte da repertório reformulado.
O single recebeu seu videoclipe oficial no dia 20 de agosto de 2024 de forma online e ao vivo após o show da The Eras Tour em Londres.

## Antecedentes e lançamento
Swift começou a trabalhar em The Tortured Poets Department imediatamente depois de submeter seu décimo álbum de estúdio, Midnights, para lançamento pela Republic Records em 2022. Ela continuou a trabalhar nele em segredo ao longo da etapa estadunidense da The Eras Tour em 2023. A concepção do álbum ocorreu na época em que a mídia noticiou que o relacionamento de seis anos de Swift com o ator inglês Joe Alwyn havia terminado, o que também foi quando ela estava no início da The Eras Tour. Ela descreveu The Tortured Poets Department como uma "tábua de salvação" para ela e um álbum que ela "realmente precisava" fazer. A Republic Records lançou-o em 19 de abril de 2024; "I Can Do It with a Broken Heart" é a 13ª faixa do projeto. A partir de maio de 2024, a canção foi incluída no repertório reformulado da The Eras Tour, começando nos shows em Nanterre. Para celebrar a etapa europeia da turnê, a Universal Music enviou a canção às rádios italianas em 2 de julho de 2024, aumentando os rumores de que a faixa se tornaria o segundo single do álbum. Em 15 de julho, a Republic Records enviou "I Can Do It With A Broken Heart" para as rádios americanas, fazendo a faixa oficialmente o segundo single do álbum.